# Alex Forbes
Alex Forbes (Dundee, 21 de enero de 1925 - ibídem, 28 de julio de 2014) fue un futbolista británico que jugaba en la demarcación de extremo.

## Biografía
Debutó como futbolista en 1944 con el Sheffield United FC tras formarse en el Dundee North End. Jugó en el club sheffielder durante cuatro temporadas. En 1948 fichó por el Arsenal FC. Dos años después se hizo con la FA Cup, y en 1953 con la Football League y la Community Shield. Tras 240 partidos y diez goles, Forbes fue traspasado al Leyton Orient FC, y posteriormente al Fulham FC, donde acabó su carrera como futbolista.
Falleció el 28 de julio de 2014 en Dundee a los 89 años de edad.

## Selección nacional
Jugó con la selección de fútbol de Escocia entre 1947 y 1952. Hizo su debut el 12 de abril de 1947 contra Inglaterra en el British Home Championship. El 30 de mayo de 1952 jugó su último partido contra Suecia en un partido amistoso.

## Clubes
| Club                | País       | Año         | Partidos | Goles |
| ------------------- | ---------- | ----------- | -------- | ----- |
| Sheffield United FC | Inglaterra | 1944 - 1948 | 61       | 6     |
| Arsenal FC          | Inglaterra | 1948 - 1956 | 240      | 20    |
| Leyton Orient FC    | Inglaterra | 1956 - 1957 | 8        | 0     |
| Fulham FC           | Inglaterra | 1957 - 1958 | 4        | 0     |

## Palmarés

### Campeonatos nacionales
| Título           | Club       | País       | Año  |
| ---------------- | ---------- | ---------- | ---- |
| Football League  | Arsenal FC | Inglaterra | 1953 |
| FA Cup           | Arsenal FC | Inglaterra | 1950 |
| Community Shield | Arsenal FC | Inglaterra | 1953 |